# Make You Breathe
Make You Breathe är Takidas första fullängdsalbum på ett skivbolag. Det släpptes den 29 maj 2006 . Albumet har sålt över 15 000 exemplar och var det bäst säljande rockalbumet i Sverige 2006. Albumet är inspelat i Sidelake Studios, Sundsvall.

## Låtlista
1. "Losing" - 03:47
2. "Jaded" - 03:13
3. "Die Alone" - 04:05
4. "D.H.C" - 04:02
5. "Alive" - 04:29
6. "Broken" - 03:09
7. "Reason to Cry" - 03:53
8. "Burning Inside" - 03:51
9. "Evil Eye" - 04:30
10. "What Doesn't Kill You" - 03:03
11. "Sanctuary (Here We Are)" - 04:03

## Listplaceringar
| Lista (2006) | Topplacering |
| ------------ | ------------ |
| Sverige      | 7            |

### Fotnoter
1. ↑  ”Svensk mediedatabas”. http://smdb.kb.se/catalog/search?q=%22Make+You+Breathe%22&sort=OLDEST#. Läst 31 mars 2011.
2. ↑  Listplacering